# Sarcophaga cetu
Sarcophaga cetu är en tvåvingeart som beskrevs av Chao och Chan 1978. Sarcophaga cetu ingår i släktet Sarcophaga och familjen köttflugor. Inga underarter finns listade i Catalogue of Life.